# 温州龍湾国際空港

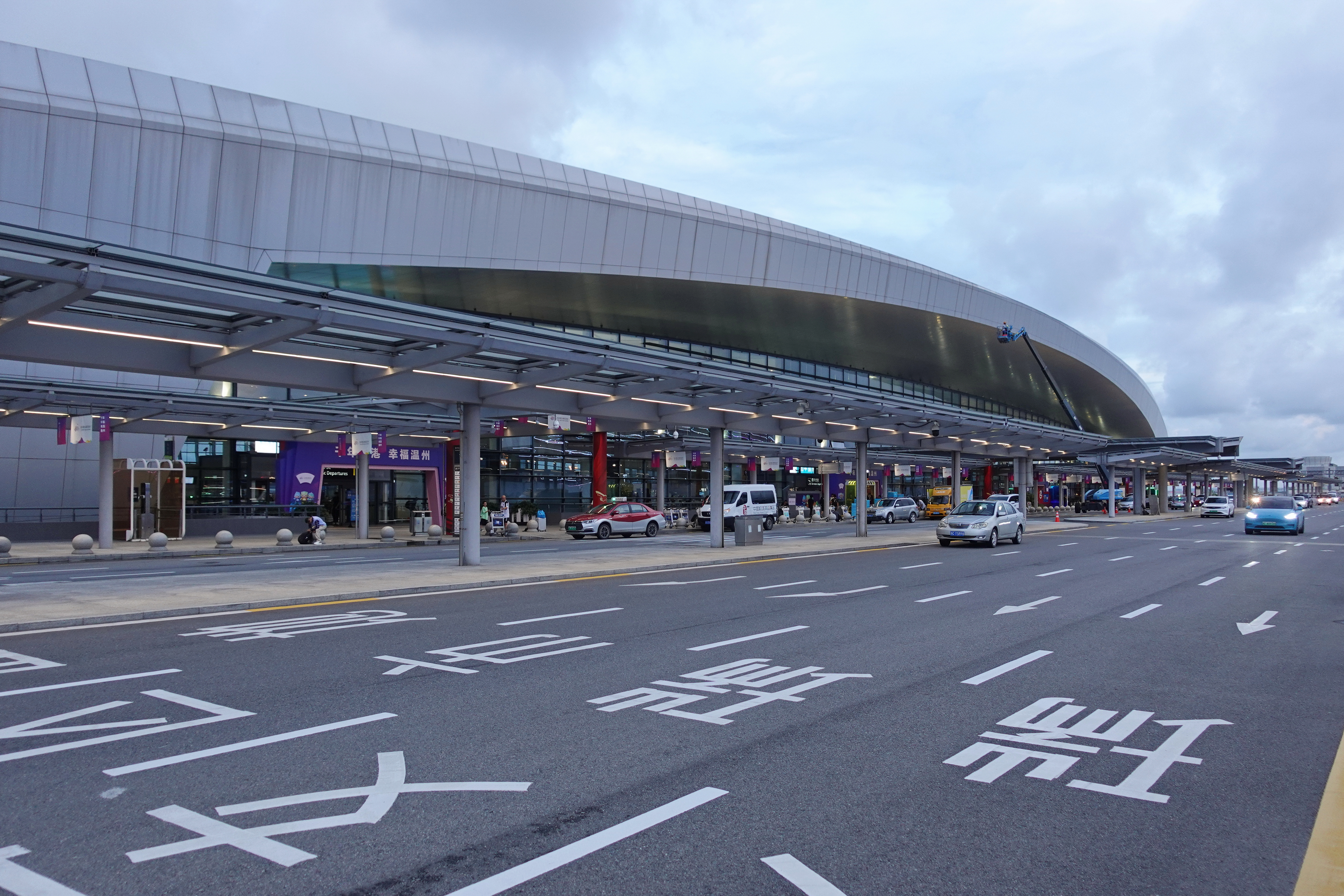

温州龍湾国際空港は、中華人民共和国浙江省温州市龍湾区にある空港。

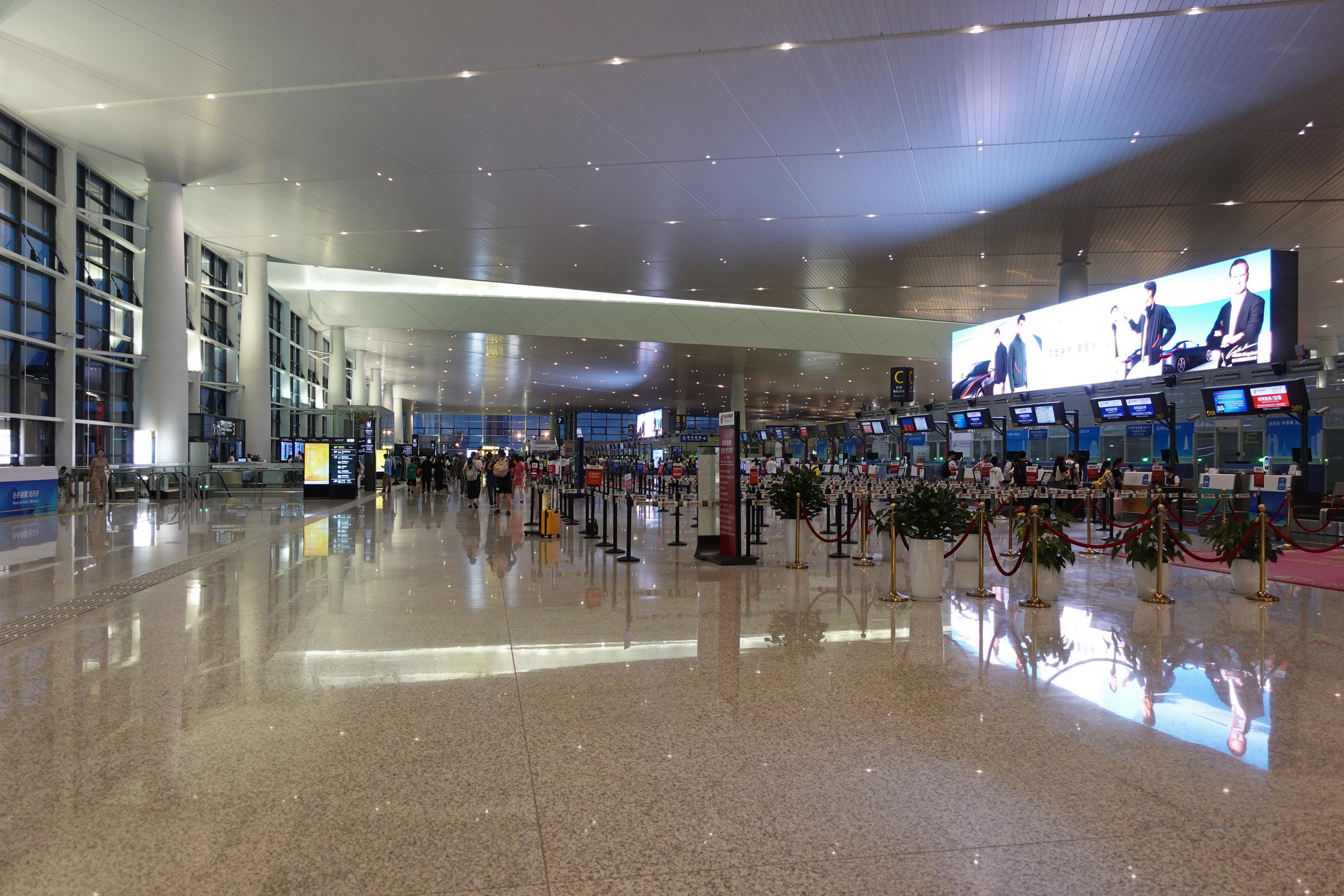

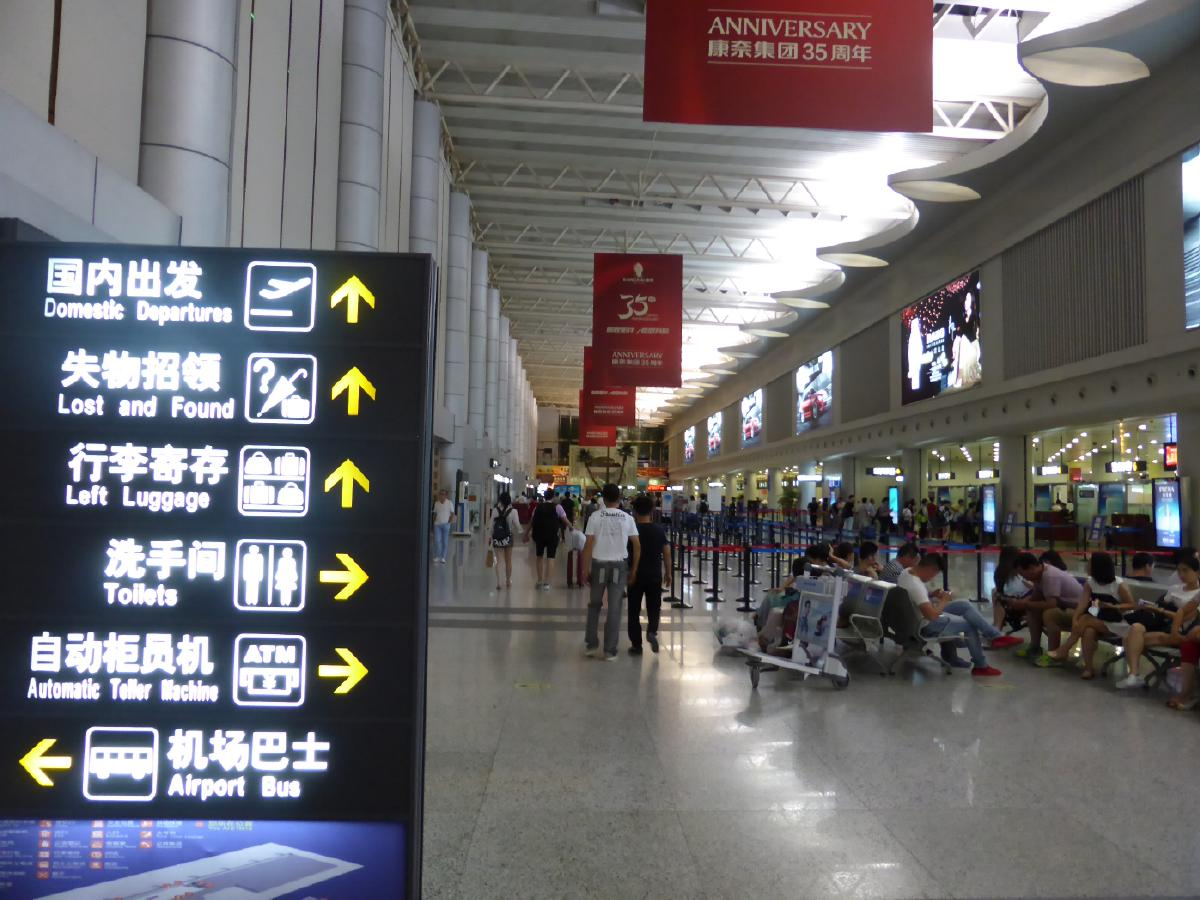
温州空港の1F到着ロビー

## 概要
温州市の中心部から東南21kmの場所にある。
1987年に建設開始、1990年7月12日に軍管理の温州空港として開港した。
2002年3月19日、正式に民用空港温州永強空港に改名された。
2013年4月25日に温州龍湾国際空港に改名された。

## 就航路線

### 国際線
| 航空会社                                              | 就航地 |
| ----------------------------------------------------- | --- |
| 中国国際航空(CA)                                      | 台北/桃園、 ソウル/仁川、 ダナン |
| 中国東方航空(MU)                                      | 香港、 ローマ、マドリード、 ソウル/仁川 、 済州、 釜山、 コタキナバル、 バンコク/スワンナプーム、 プーケット、 スラートターニー、 クラビー、 ダナン、 カリボ 、 バリ島 |
| 上海航空(FM)                                          | バンコク/スワンナプーム、 名古屋/中部(新型コロナウイルスによる影響により2月3日から3月27日まで運休)、 静岡                                                              |
| 深圳航空(ZH)                                          | 香港 |
| 奥凱航空(BK)                                          | 済州 |
| キャセイパシフィック航空(CX) キャセイドラゴン航空(KA) | 香港 |
| マカオ航空(NX)                                        | マカオ |
| チャイナエアライン(CI) マンダリン航空(AE)             | 台北/桃園、 台北/松山、 高雄 |
| エバー航空(BR) ユニー航空(B7)                         | 台北/桃園 |
| 大韓航空(KE)                                          | ソウル/仁川 |
| アシアナ航空(OZ)                                      | ソウル/仁川、 清州 |
| チェジュ航空(7C)                                      | ソウル/仁川 、 済州、 清州 |
| ティーウェイ航空(TW)                                  | ソウル/仁川 、 光州 |
| ジンエアー(LJ)                                        | ソウル/仁川 、 江原襄陽 |
| シンガポール航空(SQ) シルクエアー(MI)                 | シンガポール/チャンギ |
| タイ・エアアジア(FD)                                  | バンコク/スワンナプーム |
| シティ・エアウェイズ(E8)                              | バンコク/ドンムアン |
| New Gen Airways(E3)                                   | バンコク/ドンムアン、スラートターニー |
| ベトナム航空(VN)                                      | ダナン、 フーコック島、 カムラン |
| パシフィック航空(BL)                                  | ハイフォン |
| カンボジア・アンコール航空(K6)                        | シェムリアップ |
| エアアジア・ゼスト(Z2)                                | カリボ |
| フィリピン航空(PR)                                    | セブ |
| ガルーダ・インドネシア航空 (GA) シティリンク(QG)      | バリ島 |
| スリウィジャヤ航空 (SJ)                               | スラートターニー、 バリ島 |

### 国内線
※2017冬－2018春
| 航空会社           | 就航地 |
| ------------------ | --- |
| 中国国際航空（CA） | 北京/首都、上海/浦東、重慶、成都、広州、天津、昆明、西安、貴陽、銀川                                         |
| 中国東方航空（MU） | 北京/首都、上海/浦東、重慶、成都、広州、青島、昆明、西安、武漢、合肥、太原、鄭州、柳州、蘭州、シーサンパンナ |
| 中国南方航空（CZ） | 広州、深圳、重慶、大理、貴陽、南寧、武漢、長沙、鄭州、銀川、ウルムチ                                         |
| 海南航空（HU）     | 北京/首都、広州、深圳、重慶、太原、武漢、西安、鄭州、ウルムチ                                                |
| 上海航空（FM）     | 上海/虹橋、上海/浦東、三亜、ハルビン、瀋陽、海口、済寧、青島、昆明、鄭州、珠海、煙台、ジャムス、済南         |
| 深圳航空（ZH）     | 広州、深圳、珠海、三亜、ハルビン、瀋陽、臨沂                                                                 |
| 四川航空（3U）     | 成都、貴陽、重慶、三亜、ハルビン、長沙、南昌、西昌                                                           |
| 成都航空（EU）     | 成都、貴陽、昆明、武漢、遵義、南寧、麗江                                                                     |
| 山東航空（SC）     | 済南、貴陽、青島、珠海、北海、重慶                                                                           |
| 9エア（AQ）        | 広州、大連、ハルビン、太原、貴陽                                                                             |
| 天津航空（GS）     | 天津、青島、阜陽                                                                                             |
| 雲南祥鵬航空（8L） | 昆明、鄭州、塩城                                                                                             |
| 華夏航空（G5）     | 貴陽、畢節、黎平                                                                                             |
| 重慶航空（OQ）     | 重慶、大理、西寧                                                                                             |
| ウルムチ航空（UQ） | ウルムチ 、銀川                                                                                              |
| 河北航空（NS）     | 石家荘、南通                                                                                                 |
| 春秋航空（9C）     | 石家荘、淮安                                                                                                 |
| 北京首都航空（JD） | 青島、西安                                                                                                   |
| 瑞麗航空（DR）     | 蘭州、瀋陽                                                                                                   |
| チベット航空（TV） | 成都、銅仁                                                                                                   |
| 吉祥航空（HO）     | 貴陽、長沙                                                                                                   |
| 北部湾航空（GX）   | 南寧 |
| 奥凱航空（BK）     | 天津 |
| 中国西部航空（PN） | 鄭州 |

## 空港アクセス
温州軌道交通S1線・機場駅と直結。